# Ель-Портал (Каліфорнія)
Ель-Портал (англ. El Portal) — переписна місцевість (CDP) в США, в окрузі Маріпоса штату Каліфорнія. Населення — 372 особи (2020).

## Географія
Ель-Портал розташований за координатами 37°40′30″ пн. ш. 119°47′38″ зх. д. / 37.67500° пн. ш. 119.79389° зх. д. (37.675027, -119.793891).  За даними Бюро перепису населення США в 2010 році переписна місцевість мала площу 4,25 км², з яких 4,12 км² — суходіл та 0,12 км² — водойми. В 2017 році площа становила 2,73 км², з яких 2,66 км² — суходіл та 0,07 км² — водойми.

## Демографія
Згідно з переписом 2010 року, у переписній місцевості мешкали 474 особи в 230 домогосподарствах у складі 105 родин. Густота населення становила 112 особи/км².  Було 276 помешкань (65/км²).
Расовий склад населення:
| - 91,6 % — білих - 1,9 % — корінних американців - 1,1 % — азіатів - 0,2 % — чорних або афроамериканців - 1,1 % — осіб інших рас |

До двох чи більше рас належало 4,2 %. Частка іспаномовних становила 5,9 % від усіх жителів.
За віковим діапазоном населення розподілялося таким чином: 15,4 % — особи молодші 18 років, 77,2 % — особи у віці 18—64 років, 7,4 % — особи у віці 65 років та старші. Медіана віку мешканця становила 39,4 року. На 100 осіб жіночої статі у переписній місцевості припадало 95,1 чоловіків;  на 100 жінок у віці від 18 років та старших — 92,8 чоловіків також старших 18 років.
Середній дохід на одне домашнє господарство  становив 105 077 доларів США (медіана — 100 964), а середній дохід на одну сім'ю — 101 433 долари (медіана — 102 143). За межею бідності перебувало 26,1 % осіб, у тому числі 58,6 % дітей у віці до 18 років та 0,0 % осіб у віці 65 років та старших.
Цивільне працевлаштоване населення становило 306 осіб. Основні галузі зайнятості: публічна адміністрація — 33,3 %, мистецтво, розваги та відпочинок — 14,7 %, оптова торгівля — 7,2 %, освіта, охорона здоров'я та соціальна допомога — 6,9 %.